# 플레이하우스 디즈니
플레이하우스 디즈니(Playhouse Disney)는 월트 디즈니 컴퍼니에서 1 ~ 8세의 유아를 대상으로 설립한 위성방송 채널이었다. 자매 채널로는 ABC, 디즈니 채널, 디즈니 XD, ABC 패밀리가 있다. 2011년 2월 13일에 플레이하우스 디즈니가 폐국되면서 2011년 2월 14일, 현재는 디즈니 주니어로 변경되었다.

## 방영 프로그램
- 리틀 아인슈타인
- 만능 수리공 매니
- 미키마우스 클럽하우스
- 정글 대탐험
- 특수요원 오소
- 뽀롱뽀롱 뽀로로
- 히글리타운의 영웅들
- 선물공룡 디보
- 냉장고 나라 코코몽
- 뚜바뚜바 눈보리
- 세서미 스트리트
- 춤추는 빅베어
- 별나라 친구 올리
- 토마스와 친구들
- 안젤리나 발레리나

## 같이 보기
- 닉 주니어
- 디즈니 주니어